# Leroy Nash
Viva Leroy Nash (Salt Lake City, 10 settembre 1915 – Florence, 12 febbraio 2010) è stato un criminale statunitense.
È stato uno dei più vecchi prigionieri della storia, nonché uno dei più lunghi detenuti (per un totale di 70 anni), trascorrendo quasi 80 anni dietro le sbarre. Era il più vecchio americano nel braccio della morte al momento della sua morte nel febbraio 2010.

## Biografia
Nato a Salt Lake City, nello Utah, Nash ha trascorso gran parte della sua vita dentro e fuori la prigione per reati tra cui il trasporto di veicoli rubati, rapine e tentato omicidio. Fu imprigionato per la prima volta nel 1930 a 15 anni per rapina a mano armata.
Nel 1947 a 32 anni, fu nuovamente condannato al carcere dopo aver sparato a un poliziotto del Connecticut. Trascorse quasi 25 anni in prigione.
Nel 1977 fu condannato all'ergastolo per aver ucciso il vettore postale David J. Woodhurst, ma fuggì dalla prigione nel 1982, all'età di 66 anni, dove poco dopo entrò in un negozio di monete a Phoenix, in Arizona, e uccise un impiegato. 
Nash fu condannato a morte nel 1983. I suoi avvocati affermarono che la senilità lo aveva reso legalmente incompetente per essere giustiziato. La sentenza non è mai stata eseguita; Nash è morto per cause naturali il 12 febbraio 2010, all'età di 94 anni, nella prigione di Stato di Florence (Arizona).
Al momento della sua morte, era la persona più anziana nel braccio della morte negli Stati Uniti. Sadamichi Hirasawa è morto nel braccio della morte in Giappone nel 1987, quasi un anno più vecchio con ben 95 anni e tre mesi.